# Serie Mundial de 1972
La Serie Mundial de 1972 fue disputada entre Oakland Athletics y Cincinnati Reds.
Los Oakland Athletics resultaron ganadores al vencer en la serie por 4 partidos a 3.

## Desarrollo

### Juego 1
| Equipo     | 1 | 2 | 3 | 4 | 5 | 6 | 7 | 8 | 9 | C | H | E |
| ---------- | - | - | - | - | - | - | - | - | - | - | - | - |
| Oakland    | 0 | 2 | 0 | 0 | 1 | 0 | 0 | 0 | 0 | 3 | 4 | 0 |
| Cincinnati | 0 | 1 | 0 | 1 | 0 | 0 | 0 | 0 | 0 | 2 | 7 | 0 |

LG: Ken Holtzman (1–0)  LP: Gary Nolan (0–1)  SV: Vida Blue (1)  
HRs:  OAK – Gene Tenace 2 (2)

### Juego 2
| Equipo     | 1 | 2 | 3 | 4 | 5 | 6 | 7 | 8 | 9 | C | H | E |
| ---------- | - | - | - | - | - | - | - | - | - | - | - | - |
| Oakland    | 0 | 1 | 1 | 0 | 0 | 0 | 0 | 0 | 0 | 2 | 9 | 2 |
| Cincinnati | 0 | 0 | 0 | 0 | 0 | 0 | 0 | 0 | 1 | 1 | 6 | 0 |

LG: Catfish Hunter (1–0)  LP: Ross Grimsley (0–1)  SV: Rollie Fingers (1)  
HRs:  OAK – Joe Rudi (1)

### Juego 3
| Equipo     | 1 | 2 | 3 | 4 | 5 | 6 | 7 | 8 | 9 | C | H | E |
| ---------- | - | - | - | - | - | - | - | - | - | - | - | - |
| Cincinnati | 0 | 0 | 0 | 0 | 0 | 0 | 1 | 0 | 0 | 1 | 4 | 2 |
| Oakland    | 0 | 0 | 0 | 0 | 0 | 0 | 0 | 0 | 0 | 0 | 3 | 2 |

LG: Jack Billingham (1–0)  LP: Blue Moon Odom (0–1)  SV: Clay Carroll (1)  

### Juego 4
| Equipo     | 1 | 2 | 3 | 4 | 5 | 6 | 7 | 8 | 9 | C | H  | E |
| ---------- | - | - | - | - | - | - | - | - | - | - | -- | - |
| Cincinnati | 0 | 0 | 0 | 0 | 0 | 0 | 0 | 2 | 0 | 2 | 7  | 1 |
| Oakland    | 0 | 0 | 0 | 0 | 1 | 0 | 0 | 0 | 2 | 3 | 10 | 1 |

LG: Rollie Fingers (1–0)  LP: Clay Carroll (0–1)  
HRs:  OAK – Gene Tenace (3)

### Juego 5
| Equipo     | 1 | 2 | 3 | 4 | 5 | 6 | 7 | 8 | 9 | C | H | E |
| ---------- | - | - | - | - | - | - | - | - | - | - | - | - |
| Cincinnati | 1 | 0 | 0 | 1 | 1 | 0 | 0 | 1 | 1 | 5 | 8 | 0 |
| Oakland    | 0 | 3 | 0 | 1 | 0 | 0 | 0 | 0 | 0 | 4 | 7 | 2 |

LG: Ross Grimsley (1–1)  LP: Rollie Fingers (1–1)  SV: Jack Billingham (1)  
HRs:  CIN – Pete Rose (1), Denis Menke (1)  OAK – Gene Tenace (4)

### Juego 6
| Equipo     | 1 | 2 | 3 | 4 | 5 | 6 | 7 | 8 | 9 | C | H  | E |
| ---------- | - | - | - | - | - | - | - | - | - | - | -- | - |
| Oakland    | 0 | 0 | 0 | 0 | 1 | 0 | 0 | 0 | 0 | 1 | 7  | 1 |
| Cincinnati | 0 | 0 | 0 | 1 | 1 | 1 | 5 | 0 | X | 8 | 10 | 0 |

LG: Ross Grimsley (2–1)  LP: Vida Blue (0–1)  SV: Tom Hall (1)  
HRs:  CIN – Johnny Bench (1)

### Juego 7
| Equipo     | 1 | 2 | 3 | 4 | 5 | 6 | 7 | 8 | 9 | C | H | E |
| ---------- | - | - | - | - | - | - | - | - | - | - | - | - |
| Oakland    | 1 | 0 | 0 | 0 | 0 | 2 | 0 | 0 | 0 | 3 | 6 | 1 |
| Cincinnati | 0 | 0 | 0 | 0 | 1 | 0 | 0 | 1 | 0 | 2 | 4 | 2 |

LG: Catfish Hunter (2–0)  LP: Pedro Borbón (0–1)  SV: Rollie Fingers (2)  

|                                                           |
| Campeón de las Grandes Ligas Oakland Athletics 6.º título |